# Права ЛГБТ в Мали
Лесбиянки, геи, бисексуалы и трансгендеры (ЛГБТ) в Мали могут столкнуться с юридическими трудностями, с которыми не сталкиваются жители, не являющиеся представителями ЛГБТ. ЛГБТ сталкиваются со стигматизацией среди широких слоёв населения. Согласно проекту исследовательскому центру Пью, созданному в 2007 году, 98 процентов взрослых малийцев считают, что гомосексуализм — это образ жизни, который общество не должно принимать. Это было самым высоким показателем неприятия в 45 обследованных странах.

## Закон об однополой сексуальной активности
Частная, взрослая, консенсуальная и некоммерческая гомосексуальность законна в Мали.
Статья 179 Уголовного кодекса предусматривает наказание за акты «общественной непристойности» штрафами и тюремным заключением. Статья иногда используется против представителей ЛГБТ, которые проявляют акты любви (поцелуи и т. д.) на публике.
Несмотря на то, что представители ЛГБТ обладают правами, преобладающие культурные и религиозные убеждения большинства граждан Мали считают однополые сексуальные отношения и нетрадиционные гендерные роли аморальными.

## Защита от дискриминации
Не существует антидискриминационных законов, защищающих ЛГБТ-сообщество от преследований и злоупотреблений по признаку сексуальной ориентации и гендерной идентичности. Кроме того, социальная дискриминация широко распространена.

## Усыновление и планирование семьи
Статья 522 «Кодекса личности и семьи», принятая Национальным собранием 2 декабря 2011 года и впоследствии подписанная президентом Мали законом, запрещает усыновлять однополых пар.

## Условия жизни
По словам доктора Дембеле Бинту Кейта, директора ARCAD / SIDA, организации по ВИЧ / СПИДу в Мали, которая оказывает медицинскую помощь мужчинам, имеющим половые контакты с мужчинами, малийское общество нетерпимо относится к мужчинам данной категории. У них «нет прав и, разумеется, нет права заявлять о своей сексуальной ориентации. Все культурные убеждения в отношении этих мужчин негативны». Мужчины вынуждены заниматься бисексуальностью или подпольными сексуальными действиями, которые подвергают их высокому риску венерических заболеваний и ВИЧ-инфекций. «Мужчин, которых привлекают другие мужчины, заставляют вступать в брак, чтобы они не стыдили свою семью … но у них все ещё есть мужчины в качестве сексуальных партнёров».
Отчёт Государственного департамента США по правам человека за 2011 год показал, что:
«В стране не было публичных организаций, представляющих права лесбиянок, геев, бисексуалов и транссексуалов (ЛГБТ). Свободному объединению организаций ЛГБТ препятствовал закон, запрещающий объединение „с аморальной целью“. В 2005 году тогдашний губернатор округа Бамако сослался на этот закон, чтобы отказать в официальном признании ассоциации по защите прав геев».

## Сводная таблица
| Однополые сексуальные отношения законны                                      | Да       |
| Равный возраст согласия                                                      | (С 1961) |
| Антидискриминационные законы в сфере ненавистнических высказываний и насилия | Нет      |
| Антидискриминационные законы в сфере занятости                               | Нет      |
| Антидискриминационные законы при предоставлении товаров и услуг              | Нет      |
| Однополые браки                                                              | Нет      |
| Признание однополых пар                                                      | Нет      |
| Усыновление приёмного ребёнка однополыми парами                              | Нет      |
| Совместное усыновление однополыми парами                                     | Нет      |
| Разрешение геям и лесбиянкам открыто служить в армии                         | Нет      |
| Юридическое право изменить пол                                               | Нет      |
| Доступ к ЭКО для лесбиянок                                                   | Нет      |
| Коммерческое суррогатное материнство для пар геев                            | Нет      |
| Мужчины, практикующие секс с мужчинами могут сдавать кровь                   | Нет      |